# Associação Desportiva e Cultural de Sanguedo
A Associação Desportiva e Cultural de Sanguedo é um clube desportivo português sediado na freguesia de Sanguedo, Município de Santa Maria da Feira, Distrito de Aveiro. O clube foi fundado em 1975 e na época de 2005-2006 a equipa de seniores disputou a 1ª divisão distrital da Associação de Futebol de Aveiro. A equipa disputa os seus jogos em casa no Campo da Associação Desportiva e Cultural de Sanguedo (3.000 espectadores). A equipa de futebol utiliza equipamento da marca Belma e tem o patrocínio da Sapataria Marinheiro.